# Battalions of Fear
Battalions of Fear är gruppen Blind Guardians första album, som släpptes 1988. Flera av låtarna fanns tidigare med på demon Battalions of Fear.

## Låtlista
1. "Majesty" - 7:28
2. "Guardian of the Blind" - 5:09
3. "Trial By the Archon" - 1:41
4. "Wizard's Crown" - 3:48
5. "Run for the Night" - 3:33
6. "The Martyr" - 6:14
7. "Battalions of Fear" - 6:06
8. "By the Gates of Moria" - 2:52
9. "Gandalf's Rebirth" - 2:10

## Inspiration
Låtarna Majesty, By the Gates of Moria och Gandalf's Rebirth inspirerades av J.R.R. Tolkiens romantrilogi Härskarringen.
Låten Guardian of the Blind inspirerades av Stephen Kings bok Det.
Låten Run for the Night inspirerades av Antonin Dvorak.